# Ножинова Неллі Василівна

Ножинова Нелі Василівна

Не́ллі Васи́лівна Ножи́нова (нар. 1 грудня 1947, Полтава) — українська театральна актриса, співачка (лірико-колоратурне сопрано), педагог, народна артистка України (1996).

## Життєпис
Народилась 1 грудня 1947 року в Полтаві.
1971 — закінчила вокальне відділення Полтавського музичного училища ім. М. В. Лисенка.
1977 — закінчила Донецький музично-педагогічний інститут.
Від 1977 — артистка Полтавського музично-драматичного театру.
1984 року їй присвоєно звання заслуженої артистки УРСР. 
1996 року удостоєна звання народної артистки України.

## Ролі
- Наталка («Наталка Полтавка» І. Котляревського)
- Жанна д'Арк («Біла ворона» Г. Татарченка)
- Розалінда («Кажан» Й. Штрауса)
- Теодора Вердьє («Принцеса цирку» І. Кальмана)
- Зойка («Зойчина квартира» за М. Булгаковим)
- Еліза Дуліттл («Моя чарівна леді» Ф. Лоу)
- Пепіта («Вільний вітер» І. Дунаєвського)
- Панночка («Вій» М. Кропивницького за М. Гоголем)
- Валентина («Весела вдова» Ф. Легара)
- Есмеральда («Есмеральда» І. Ільїна)
- Одарка («Запорожець за Дунаєм» С. Гулака-Артемовського)
- Княгиня Воляпюк («Королева чардашу» І. Кальмана)
- Хівря («Сорочинський ярмарок» М. Старицького)